# Vengeance of Achilles
Vengeance of Achilles (deutsch: Die Rache des Achilles; französisch: La Vengeance d’Achille) ist ein Werk des US-amerikanischen Künstlers Cy Twombly aus dem Jahr 1962.

## Bildbeschreibung
Im Rahmen von Homers Ilias während der Belagerung Trojas rächt sich der griechische Held Achilles für den Tod seines Freundes Patroklos, der zuvor Achilles Rüstung getragen hatte und von Hektor getötet wurde. Achilles durchbohrt er rachesuchend Hektor vor dem Mauern Trojas mit einer Lanze. Schließlich bindet Achilles den Leichnam des Hektors an seinen Streitwagen und schleift den Leichnam so vor der belagerten Stadt. Das Bild zeigt die Spitze von Achilles Lanze, anderen Spitze das Blut von Hektor zu erkennen ist. Das Bild ist unten rechts  mit Cy Twombly Roma 1962 signiert und als Vengeance of Achilles betitelt.

## Hintergrund, Entstehung und Provenienz

### Hintergrund und Entstehung
Twombly war 1957 von New York nach Rom gezogen, in einer Zeit, als gemäß Harald Szeemann «New York Paris als Kunstmetropole ablöste und die Hegemonie Amerikas schwer auf der europäischen Kultur und Kunst lastete.»
Aus dem Jahr 1961 besteht eine Studie auf Papier (50 × 69 cm) in Bleistift, Wachsmalstift und Kugelschreiber. Zu sehen ist dort, wie sich der Buchstabe A langsam zur Grundidee der Lanzenspitze weiterentwickelt.
Twombly beschäftigte häufig mit Mythologie. Ebenfalls im Jahr 1962 entstand das Bild Achilles Mourning the Death of Patroclus. 1964 schuf er das Triptychon Achilles Mourning the Death of Patroclus. In den Jahren 1977/78 erstellte er den zehnteiligen Zyklus Fifty Days at Iliam, wo das Motiv der blutigen Lanzenspitze als drittes Bild unter dem Titel The Vengeance of Achilles nochmals auftaucht.
In einem Interview mit David Sylvester sagte Twombly 2000 zu seinem Bild:

“But Iliam was for the A in Achilles, because I did that Vengeance of Achilles with the A shape. Also it's the Achilles thing and the shape of the A has a phallic aggression - more like a rocket. It's pointed. The Vengeance of Achilles is very aggressive. My whole energy will work, and instruments and things will have a very definite mate thrust. The male thing is the phallus, and what way to describe the symbol for a man than the phallus, no?”

„Aber Iliam stand für das A in Achilles, weil ich Die Rache des Achilles mit der Form des A gemacht habe. Außerdem geht es um Achilles, und die Form des A hat eine phallische Aggressivität – eher wie eine Rakete. Es ist spitz. Vengeance of Achilles ist sehr aggressiv. Meine ganze Energie wird wirken, und Instrumente und andere Dinge werden einen sehr deutlichen Stoß haben. Das Männliche ist der Phallus, und wie könnte man das Symbol für einen Mann besser beschreiben als mit dem Phallus, nicht wahr?“

### Provenienz
Das Bild ging über Galerien in Rom und Turin, schließlich in die Galerie des Twombly-Freundes Karsten Greve in Köln. 1987 wurde das Gemälde von der Zürcher Kunstgesellschaft für das Kunsthaus Zürich gekauft. Der Kauf wurde von der Neuen Zürcher Zeitung mit «besondere[r] Erwähnung» hervorgehoben.

## Rezeption
Bei Besprechung des Werkes wird häufig auf die Doppeldeutigkeit der Lanzenspitze verwiesen, die auch als «A» für Achilles verstanden werden könnte. Martina Meister sah in Die Welt daneben auch die Möglichkeit die Lanzenspitze als ausbrechenden Vulkan oder Ku-Klux-Klan-Kutte zu sehen. Jonathan Jones sah für The Guardian im Bild ebenfalls eine Ku-Klux-Klan-Kutte oder auch ein phallisches Symbol, was in eine Reihe von Twomblys Darstellungen von weiblichen und männlichen Genitalien passen würde.
Für Roberta Smith der The New York Times ist das Werk ein Beispiel dafür, dass für Twombly kein Teil der Kultur so alt war, dass er keine neue Kunst inspirieren konnte.
Das Bild wurde 2019/20 prominent an einer Ausstellung des British Museum unter dem Titel Troy: Myth and Reality über Archäologie und historische Forschung, aber auch die Geschichten und Wirkungen auf die Kunst des Trojanischen Krieges gezeigt. 2020 wurde das Gemälde im Landesmuseum Zürich anlässlich der Ausstellung Der erschöpfte Mann über Männlichkeiten in der Geschichte gezeigt.